# Önnert Jönsson
Önnert Jönsson, född 13 april 1755 i Karlskrona, död 3 augusti 1808 i Finland, var en svensk sjömilitär. 

## Biografi
Önnert blev 1773 fänrik vid arméns flotta för att 1777 utnämnas till löjtnant och 1785 till kapten. Han deltog i Gustav III:s ryska krig 1788–1790, och vid det Viborgska gatloppet hade han befälet över en division kanonjollar och vid Slaget vid Svensksund den 9-10 juli 1790 hade han befälet över den 8:e divisionen som ingick i den bohuslänska eskadern. Han utnämndes troligen efter detta tillfälle till riddare av Svärdsorden samt erhöll Svensksundsmedaljen. Han befordrades efter kriget till major och blev 1804 överstelöjtnant. Han deltog även i Finska kriget mot Ryssland och den 2 augusti 1808 förde han befälet över de svenska sjöstyrkorna under Skärgårdsslaget vid Sandöström. Under slaget fick han dock vänstra låret avskjutet och han dog av sina skador följande dag.
Önnert gifte sig den 19 april 1793 i Falkenberg med Fredrika Lovisa von Bauman, dotter till översten Niklas Didrik von Bauman vid Änkedrottningens livregemente.

## Utmärkelser
- Riddare av Svärdsorden - 1790
- Svensksundsmedaljen i kedja om halsen - 13 februari, 1791[2]

## Grav
På hans grav på Galärvarvskyrkogården på Djurgården i Stockholm, är rest en gravsten utformad som en kolonn som krönts med en amfora på vilken syns en spränggranat, under texten syns ett fartygsroder. På kolonnen står följande inskription:
| ” | ÖNNERT JÖNSSON ÖFWERSTE LIEUTENANT WID ARMEENS FLOTTA R. AF K.S.O. FÖRDE BEFÄLET OCK FÖLL WID SANDÖ STRÖM DEN II AUG. MDCCCVIII WÄLSIGNELSE ÖFWER HANS STOFT TY HAN DOG FÖR FÄDERNESLANDET | „ |